# Choulex
Choulex – gmina (fr. commune; niem. Gemeinde) w Szwajcarii, w kantonie Genewa.  

## Demografia
W Choulex mieszkają 1 182 osoby. W 2020 roku 22% populacji gminy stanowiły osoby urodzone poza Szwajcarią.

## Historia
Od końca XIV w. do 1798 miejscowość należała do Sabaudii.